# Neurellipes lusones
Neurellipes lusones är en fjärilsart som beskrevs av William Chapman Hewitson 1874. Neurellipes lusones ingår i släktet Neurellipes och familjen juvelvingar. Inga underarter finns listade i Catalogue of Life.